# Минасян, Арташес Навасардович

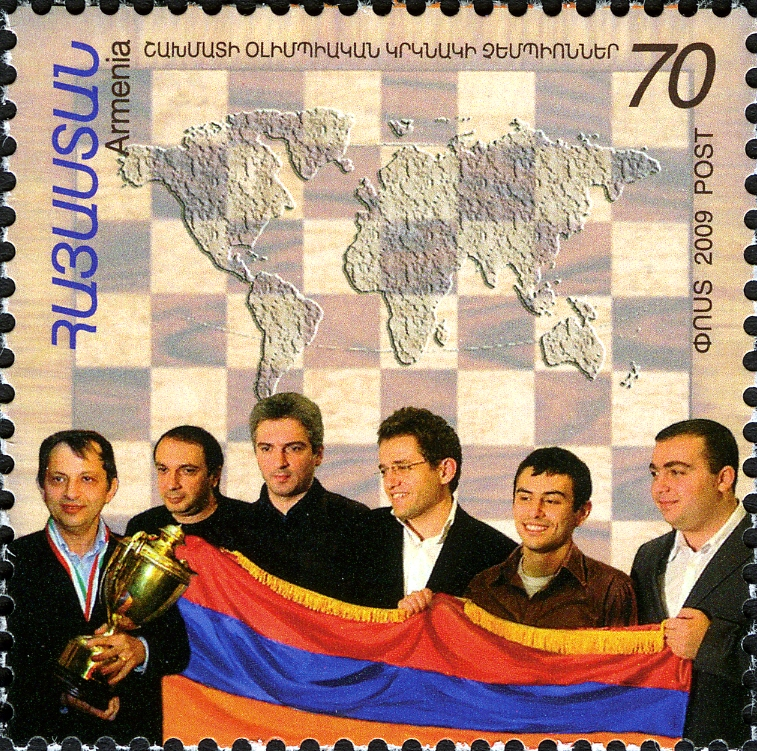
А. Минасян (второй слева) со своими товарищами по команде на Олимпиаде-2008 на марке Армении. 2009 г.

Арташе́с Наваса́рдович Минася́н (арм. Արտաշես Մինասյան; род. 21 января 1967, Ереван, Армянская ССР, СССР) — армянский шахматист, гроссмейстер (1992), шестикратный чемпион Армении (1990, 1992, 1993, 1995, 2004 и 2006), последний чемпион СССР (1991). Двукратный победитель Всемирных Шахматных Олимпиад в составе команды Армении (2006, 2008).

## Биография
В 1999 году в составе сборной Армении стал победителем командного чемпионата Европы, а в 2000-м участвовал в чемпионате мира ФИДЕ по нокаут-системе.
Минасян девять раз участвовал в шахматных олимпиадах. В июне 2006 года он вместе с Левоном Ароняном, Владимиром Акопяном, Кареном Асряном, Смбатом Лпутяном, Габриелом Саркисяном стал чемпионом 37-й шахматной Олимпиады в Турине и был награждён медалью Мовсеса Хоренаци. За победу в 38-й олимпиаде в Дрездене был награждён медалью «За заслуги перед Отечеством» первой степени.
Победитель чемпионата СССР среди молодых мастеров (1990).
Победитель Кубка Европы среди клубов 1995 г. в составе команды «Ереван».
Лучшие результаты в международных соревнованиях: Ленинград (1989 — 2-е, 1990 — 3-е), Гронинген (1990, 2—3-е), Канн (1992, 2—6-е), Партенай (1992, 3—8-е), Кандас (1992, 1-е), Валторенс (1992, 1—5-е), Лонг Бич (1994, 1—3-е), Филадельфия (1994, 1-е), Нью-Йорк-опен (1998, 1-е), Капелл ля Гранд (1998, 2—8-е), Линарес-опен (1999, 1-2-е), Убеда (2000, 1-е), Чикаго (2000, 1-е), Дубай-опен (2001, 1—8-е), Батуми (2003, 2—7-е), Канн (2004, 3-е), Дубай-опен (2004, 2—13-е).

## Изменения рейтинга
| Графики недоступны из-за технических проблем. См. информацию на Фабрикаторе и на mediawiki.org. |

## Награды
- Медаль «За заслуги перед Отечеством» I степени (26 ноября 2008 года) — за блестящую победу, достигнутую на Всемирной шахматной олимпиаде, за отстаивание спортивной чести Родины, за достойное представление Армении на международной арене, а также за содействие развитию шахмат в Республике Армения[6].
- Медаль Мовсеса Хоренаци (2006 год).
- «Серебряный крест» Союза армян России — за выдающееся достижение - победу на Всемирной шахматной Олимпиаде 2006г. в Турине[7].